# مانشستر يونايتد موسم 2000–01
كان موسم 2000–01 هو الموسم التاسع لمانشستر يونايتد في الدوري الإنجليزي الممتاز، والموسم السادس والعشرون على التوالي في الدرجة الأولى لكرة القدم الإنجليزية.  فاز يونايتد بلقب الدوري الإنجليزي الممتاز للموسم الثالث على التوالي وللمرة السابعة منذ انطلاقه في عام 1993. وكانوا أقل نجاحا في مسابقات الكأس، حيث خرجوا من لجولةالرابع ةمن كأس الاتحاد الإنجليزي، والجولة الرابعة من كأس الرابطة، والدور ربع النهائي من دوري أبطال أوروبا.
حقق حارس المرمى الجديد فابيان بارتيز نجاحًا فوريًا، وفشل حارس المرمى الأول السابق مارك بوسنيتش في الظهور في الفريق الأول في موسم 2000–01، واختار الانضمام إلى تشيلسي في صفقة انتقال مجانية في يناير، على الرغم من الفرص المحدودة بنفس القدر للفريق الأول في ستامفورد بريدج.